# Cyclo-cross
Le cyclo-cross est une discipline cycliste se pratiquant à l'automne et durant l'hiver. Le circuit est composé de chemins, de prairies, voire de sable, comme sur le cyclo-cross de Coxyde, et d'un peu de route ; des obstacles artificiels sont placés sur le circuit afin de contraindre les participants à poser pied à terre et à transporter le vélo. Pour sauter ces obstacles ponctuels certains pratiquent le saut du lapin.
La longueur de l'épreuve est calculée en fonction du temps de la course, de 20 minutes pour les catégories de jeunes à une heure pour l'élite. Le nombre de tours est déterminé par les commissaires en fonction du temps nécessaire aux participants pour parcourir les deux premiers tours.
Les vélos sont renforcés et équipés de pneus à crampons et de freins à tasseaux (pour laisser passer la boue).

## Histoire
Il n'y a pas de certitude absolue sur les origines de la discipline du cyclo-cross, différentes anecdotes circulent. Toutefois, celle du soldat Daniel Gousseau, qui un jour escorta avec son vélo des haut gradés à cheval, mérite d'être mentionnée. En tous les cas, il est établi que Gousseau organisa le 16 mars 1902 au Kremlin-Bicêtre (Paris), en précurseur parmi d'autres pays depuis ancrés dans la tradition du cyclo-cross, le premier championnat de France de la discipline.
Même si au début le cyclo-cross ne servait que de préparation hivernale au cycliste sur route, c'est aujourd'hui une discipline à part entière. Le matériel a bien évolué (pédales automatiques, matériaux très légers, etc.), les coureurs peuvent changer de vélo plusieurs fois par tour, les passages de course à pied où les cyclo-crossmen doivent porter leur vélo sont plus rares et plus courts, certains acrobates arrivent même à franchir les planches en sautant avec leur vélo.
L'histoire du cyclo-cross est pour l'avant-guerre indissociable de celle du Critérium International de cross cyclo-pédestre couru près de Paris entre 1924 et 1949. Ce critérium faisait office de Championnat du monde officieux avant la création de celui officiel l'UCI.
Le premier Championnat du monde masculin de cyclo-cross est organisé en France en 1950. Le Français Jean Robic en est le premier champion. Pendant une dizaine d'années la discipline reste une spécialité française où s'illustre le Limousin André Dufraisse cinq fois champion du monde. Ensuite le cyclo-cross devient populaire dans plusieurs pays d'Europe, en particulier en Belgique, qui depuis une dizaine d'années, domine la discipline mais n'est pas le seul pays à s'illustrer : la France, la Suisse, les Pays-Bas, l'Italie et la République tchèque possèdent plusieurs sportifs de haut niveau. Les coureurs de cyclo-cross belges et surtout flamands maintiennent toutefois une forte domination sur le cyclo-cross international : depuis 1998, 44 des 63 places sur le podium des Championnats du monde élites hommes ont été occupées par des Belges, dont 15 ont remporté une médaille d'or.
Le cyclo-cross est aussi pratiqué largement au Japon, au Canada, et surtout aux États-Unis. En 1999, en devenant le premier champion du monde américain en cyclo-cross, le junior Mattew Kelly a définitivement ancré la discipline.

## Compétitions
Les championnats du monde de cyclo-cross ont lieu chaque année depuis 1950 (pour les hommes) et depuis l'an 2000 (pour les femmes).
La saison internationale de cyclo-cross s'articule autour de quatre challenges majeurs : la Coupe du monde de cyclo-cross, le Superprestige, l'Exact Cross et le X²O Badkamers Trofee. Alors que pour la première, les épreuves sont réparties dans toute l'Europe et quelques épreuves sont disputées aux États-Unis, pour les trois autres, les épreuves se concentrent aux Pays-Bas, mais surtout en Belgique, en Flandres. Dans cette région, le cyclo-cross est un sport très populaire.
Le cyclo-cross n'a jamais été discipline olympique.

## Athlètes de haut niveau

### Champions du monde
| Coureurs             | Total | Années                                   |
| -------------------- | ----- | ---------------------------------------- |
| Eric De Vlaeminck    | 7     | 1966, 1968, 1969, 1970, 1971, 1972, 1973 |
| Mathieu van der Poel | 7     | 2015, 2019, 2020, 2021, 2023, 2024, 2025 |
| André Dufraisse      | 5     | 1954, 1955, 1956, 1957, 1958             |
| Renato Longo         | 5     | 1959, 1962, 1964, 1965, 1967             |
| Albert Zweifel       | 5     | 1976, 1977, 1978, 1979, 1986             |
| Roland Liboton       | 4     | 1980, 1982, 1983, 1984                   |
| Roger Rondeaux       | 3     | 1951, 1952, 1953                         |
| Rolf Wolfshohl       | 3     | 1960, 1961, 1963                         |
| Mario De Clercq      | 3     | 1998, 1999, 2002                         |
| Erwin Vervecken      | 3     | 2001, 2006, 2007                         |
| Zdeněk Štybar        | 3     | 2010, 2011, 2014                         |
| Wout van Aert        | 3     | 2016, 2017, 2018                         |
| Sven Nys             | 2     | 2005, 2013                               |
| Niels Albert         | 2     | 2009, 2012                               |

### Championnes du monde Femmes
| Coureuses          | Total | Années                                         |
| ------------------ | ----- | ---------------------------------------------- |
| Marianne Vos       | 8     | 2006, 2009, 2010, 2011, 2012, 2013, 2014, 2022 |
| Hanka Kupfernagel  | 4     | 2000, 2001, 2005, 2008                         |
| Sanne Cant         | 3     | 2017, 2018, 2019                               |
| Fem van Empel      | 3     | 2023, 2024, 2025                               |
| Laurence Leboucher | 2     | 2002, 2004                                     |